# Звонарж, Йозеф
Йозеф Леопольд Звонарж (чеш. Josef Leopold Zvonař; 22 января 1824 — 23 января 1865) — чешский композитор, музыковед
 и музыкальный педагог.
Сын каменщика. С пятилетнего возраста пел в церковном хоре, приобщившись таким образом к музыке. Окончил Пражскую школу органистов, ученик Карла Франца Пича. Сразу по окончании курса был принят ассистентом, а затем и преподавателем, среди его учеников был, в частности, Антонин Дворжак. В 1856—1858 годах возглавлял школу, затем в 1860 году занял место директора Софийской академии — женского музыкального учебного заведения. Среди учеников Звонаржа, в частности, Генрих Поргес.
Наибольшее значение имеют музыковедческие работы и учебные пособия Звонаржа, особенно в области гармонии, во многом пионерские для Чехии, — прежде всего, «Пособие к лёгкому составлению употребительных каденций» (чеш. Navedení k snadnému potřebných kadencí skládání; 1859), сыгравшее важную роль в формировании чешской музыкальной терминологии. Опубликовал цикл из восьми статей «Слово о чешских народных песнях» (чеш. Slovo o českých národních písních; 1860) и четырёхтомное собрание обработок чешских народных песен «Чешские музыкальные памятники» (чеш. Hudební památky české; 1862—1864). Автор неизданной и не поставленной оперы, церковной музыки, многочисленных песен.

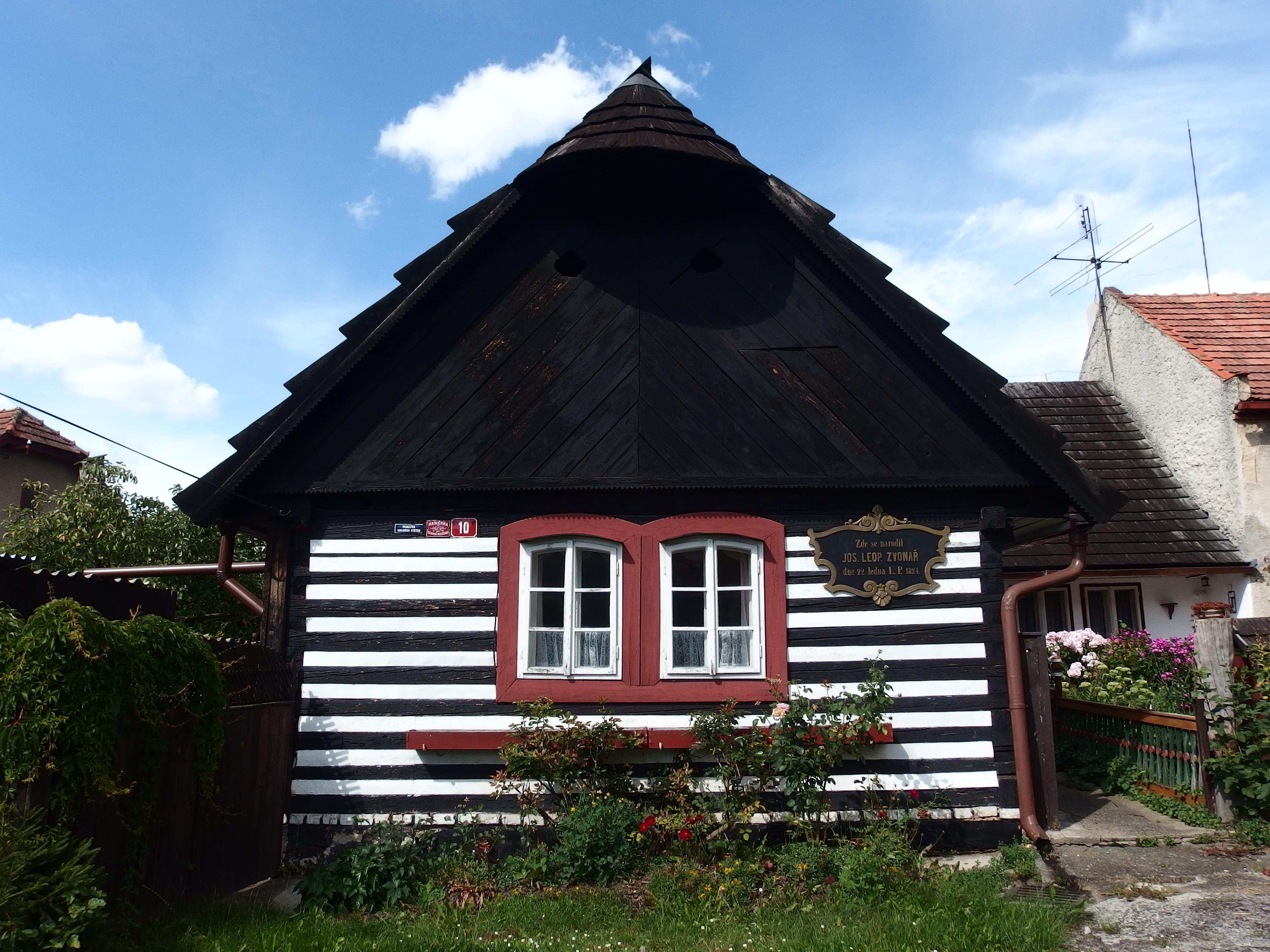
Место рождения Йозефа Леопольда Звонаржа
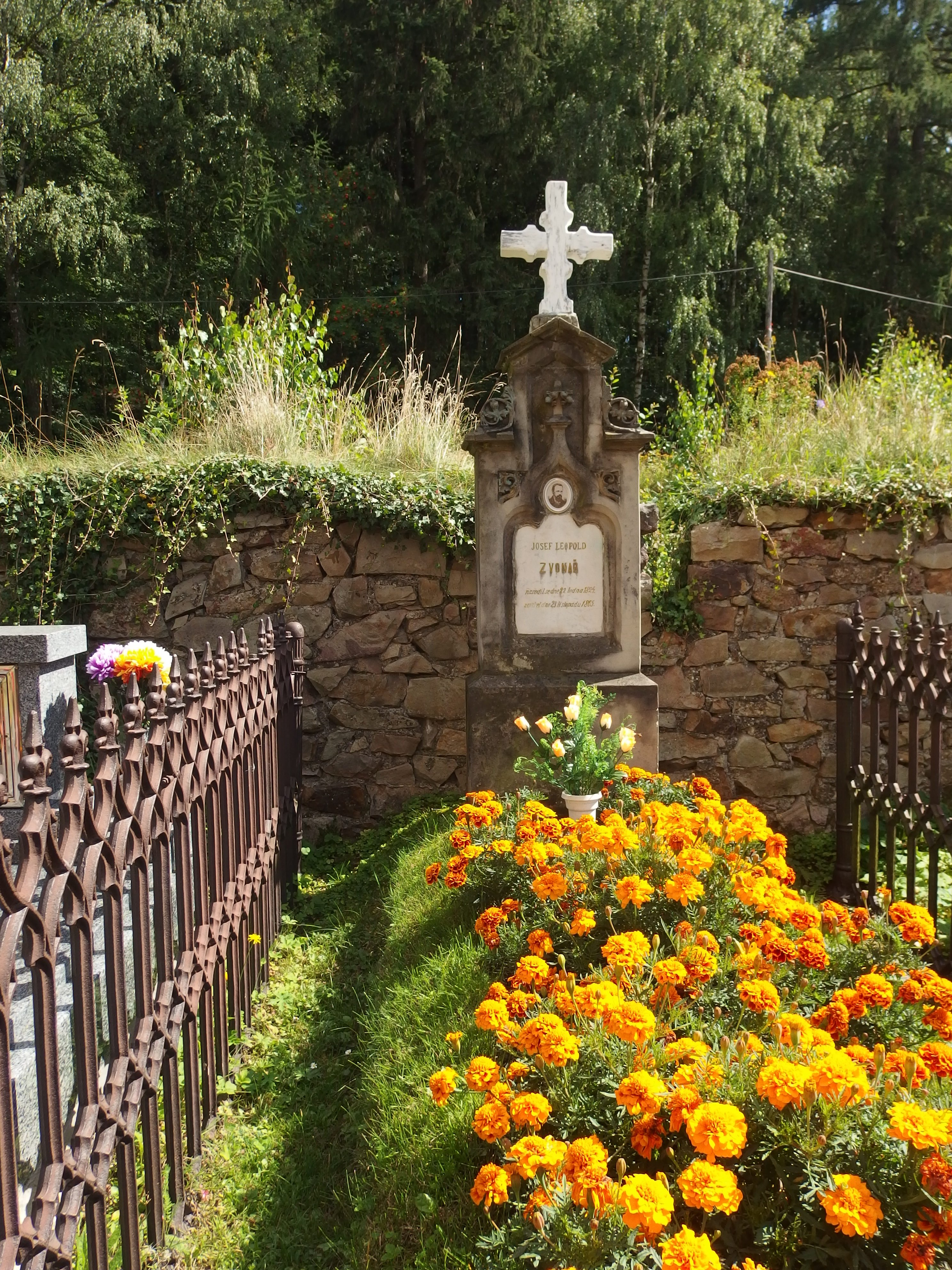
Могила Йозефа Леопольда Звонаржа